# Ziegelei Papenhagen
Ziegelei Papenhagen war ein Wohnplatz im Gebiet der preußischen Provinz Pommern.
Der Wohnplatz bestand aus einer Ziegelei, die etwa 1 Kilometer südwestlich des Gutes Papenhagen lag. Der Ziegeleibetrieb wurde in der 2. Hälfte des 19. Jahrhunderts angelegt, er war auf die Herstellung von hochporösen Drainagerohren spezialisiert. Als Wohnplatz im Gutsbezirk Papenhagen zählte Ziegelei Papenhagen im Jahre 1905 sechs Einwohner. Der Gutsbezirk Papenhagen mit seinen Wohnplätzen wurde 1929 in die benachbarte Landgemeinde Naugard eingemeindet.
Bis 1945 wurde Ziegelei Papenhagen als Wohnplatz der Gemeinde Naugard geführt und gehörte mit dieser zum Kreis Kolberg-Körlin in der preußischen Provinz Pommern.
1945 kam der Wohnplatz, wie ganz Hinterpommern, an Polen. Heute liegt der Ort wüst im Gebiet der polnischen Gmina Kołobrzeg (Landgemeinde Kolberg).